# John Akii-Bua
John Akii-Bua, född den 3 december 1949, död den 20 juni 1997, var en ugandisk friidrottare som under 1970-talet tävlade på 400 meter häck.
Akii-Bua började sin karriär på 110 meter häck men bytte i början av 1970-talet till den längre sträckan. Vid samväldesspelen 1970 blev han fyra på sin nya distans. Vid OS 1972 gjorde han sitt livs tävling och vann på den nya världsrekordtiden 47,82. Ett världsrekord som stod sig i fyra år tills Edwin Moses slog det. 
Akii-Bua kunde inte försvara sitt OS-guld eftersom Uganda bojkottade OS 1976 men han gjorde comeback vid OS 1980 där han inte lyckades ta sig vidare till finalen.